# 1. division (Eishockey) 1981/82
Die Saison 1981/82 war die 25. Spielzeit der 1. division, der höchsten dänischen Eishockeyspielklasse. Meister wurde zum insgesamt dritten Mal in der Vereinsgeschichte der Vojens IK. Der Herning IK stieg in die zweite Liga ab.

## Modus
In der Hauptrunde absolvierte jede der acht Mannschaften insgesamt 28 Spiele. Die vier bestplatzierten Mannschaften qualifizierten sich für die Playoffs, in denen der Meister ausgespielt wurde. Für einen Sieg erhielt jede Mannschaft zwei Punkte, bei einem Unentschieden gab es einen Punkt und bei einer Niederlage null Punkte.

## Hauptrunde
|    | Klub                      | Sp | S  | U | N  | T   | GT  | Punkte |
| -- | ------------------------- | -- | -- | - | -- | --- | --- | ------ |
| 1. | Vojens IK                 | 28 | 21 | 2 | 5  | 163 | 85  | 44     |
| 2. | Rødovre Mighty Bulls      | 28 | 18 | 2 | 8  | 125 | 109 | 38     |
| 3. | AaB Ishockey              | 28 | 18 | 0 | 10 | 141 | 99  | 36     |
| 4. | Frederikshavn White Hawks | 28 | 14 | 1 | 13 | 113 | 127 | 29     |
| 5. | Herning IK                | 28 | 14 | 1 | 13 | 150 | 126 | 28     |
| 6. | Rungsted IK               | 28 | 10 | 2 | 16 | 93  | 132 | 22     |
| 7. | Hellerup IK               | 28 | 7  | 0 | 21 | 100 | 163 | 14     |
| 8. | KSF Kopenhagen            | 28 | 6  | 1 | 21 | 90  | 134 | 13     |

Sp = Spiele, S = Siege, U = unentschieden, N = Niederlagen, T = Tore, GT = Gegentore

## Playoffs
In den Playoffs setzte sich der Vojens IK durch und wurde Meister.